# Notre-Dame-de-Londres
Notre-Dame-de-Londres (okzitanisch Londras) ist ein Ort und eine Gemeinde mit 523 Einwohnern (Stand 1. Januar 2022) im südfranzösischen Département Hérault in der Region Okzitanien.

## Lage
Die Gemeinde Notre-Dame-de-Londres liegt in der Plaine des Londres genannten Ebene am Südrand der Ausläufer der Cevennen in einer Höhe von etwa 190 Metern ü. d. M. in der alten Kulturlandschaft des Languedoc; die Berge Pic Saint-Loup und Hortus befinden sich in Sichtweite. Die Großstadt Montpellier ist etwa 33 Kilometer (Fahrtstrecke) in südöstlicher Richtung entfernt; die Stadt Nîmes befindet sich etwa 64 Kilometer östlich und das ehemalige Benediktinerkloster von Saint-Guilhem-le-Désert liegt etwa 33 Kilometer südwestlich. Das Gemeindegebiet wird vom
Flüsschen Tourguille durchquert, das im Süden in den Lamalou mündet.
Nachbargemeinden sind Ferrières-les-Verreries in Nordosten, Rouet im Osten, Mas-de-Londres im Südosten, Saint-Martin-de-Londres im Südwesten und Brissac im Nordwesten.

## Bevölkerungsentwicklung
| Jahr      | 1800 | 1851 | 1901 | 1954 | 1975 | 1999 | 2017 |
| Einwohner | 272  | 513  | 412  | 210  | 193  | 398  | 480  |

Infolge der Reblauskrise im Weinbau und der zunehmenden Mechanisierung der Landwirtschaft sank die Einwohnerzahl im 20. Jahrhundert kontinuierlich auf die Tiefststände der 1960er bis 1980er Jahre ab. Wegen der relativen Nähe zu Montpellier und den auf dem Lande deutlich niedrigeren Immobilienpreisen ist in den letzten Jahrzehnten wieder ein Anstieg der Bevölkerungszahlen zu verzeichnen.

## Wirtschaft
Die Einwohner der Gemeinde lebten jahrhundertelang als Selbstversorger (Getreide, Wein, Gemüse, Käse) von der Landwirtschaft; nur die Stadt Montpellier kam wegen ihrer geringen Entfernung als Marktort für Käseprodukte, Pökelfleisch etc. infrage. Der Weinbau ist noch immer von Bedeutung, doch spielt seit den 1960er Jahren der Tourismus eine zunehmend wichtige Rolle im Wirtschaftsleben der Gemeinde.

## Geschichte
In der Umgebung des Ortes befinden sich mehrere jungsteinzeitliche Dolmen, darunter der bereits arg zerstörte Dolmen de la Caumette oder der Dolmen du Lamalou auf dem Gebiet der Nachbargemeinde Rouet. Im 11. oder 12. Jahrhundert entstand eine Burg (château), die später mehrfach umgebaut und vergrößert wurde. Der Ort entwickelte sich in ihrer unmittelbaren Umgebung.

## Sehenswürdigkeiten
- Das Château de Londres ist ein beeindruckender Bau mit mittelalterlichen Anklängen (Wehrtürme und Zinnen), der in seiner heutigen Gestalt jedoch auf das 16. und 17. Jahrhundert zurückgeht. Er befindet sich Privatbesitz, wurde im Jahr 1978 als Monument historique anerkannt[1] und in den 1990er Jahren umfassend restauriert.
- Die ehemalige Burgkapelle und heutige Pfarrkirche ist der Gottesmutter Maria geweiht und stammt noch aus dem 12. Jahrhundert. Der architektonisch ungewöhnliche Bau ist zweigeteilt; die beiden Bauteile zeigen verschieden gut behauenes Steinmaterial und unterschiedliche Gewölbetechniken (Kreuzgratgewölbe im südlichen Teil; Tonnengewölbe im nördlichen Teil). Der Bau wurde bereits im Jahr 1925 als Monument historique eingestuft.[2]